# Giuseppe Benaglio (presbitero)

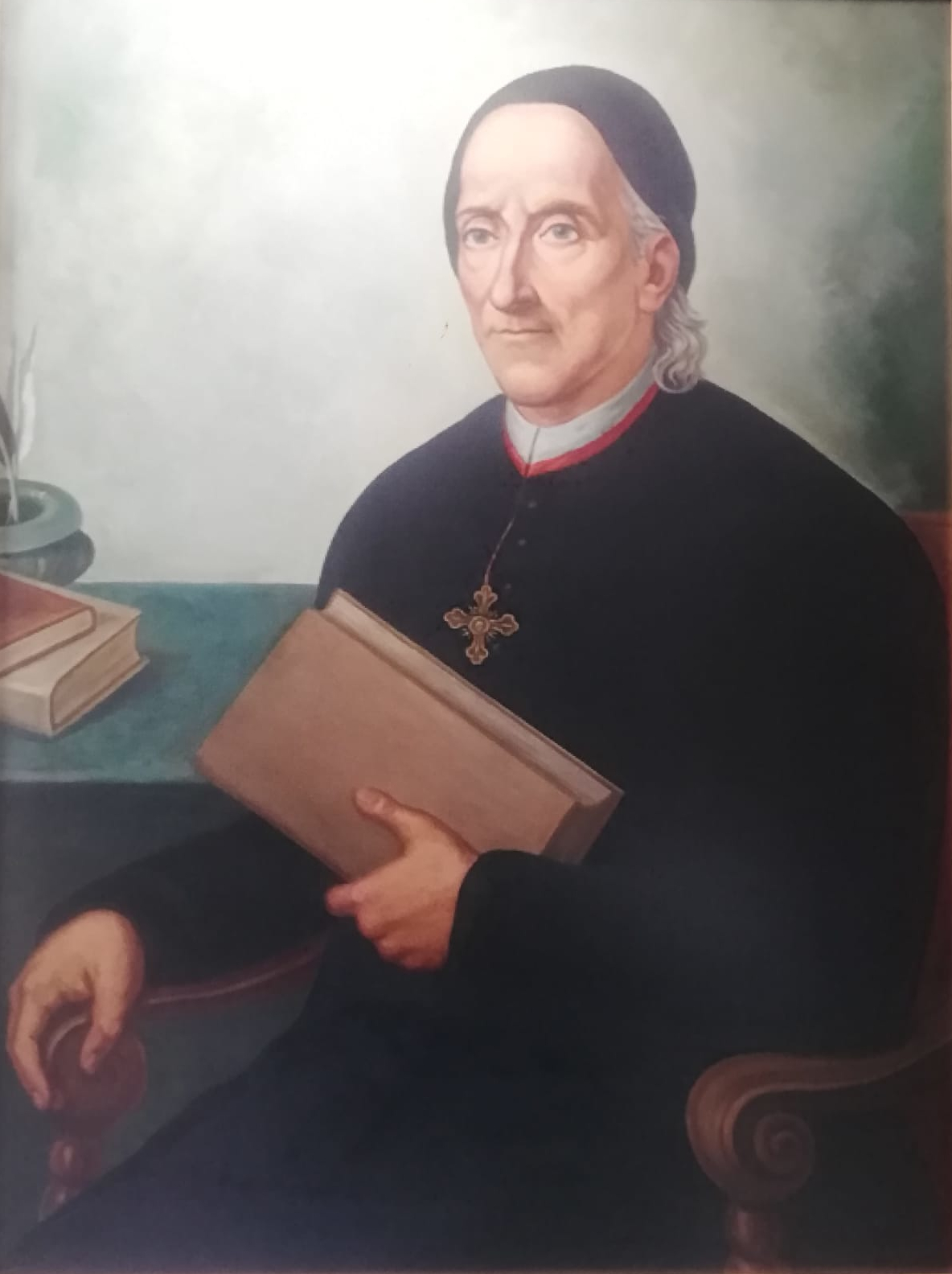
Giuseppe Benaglio

Giuseppe Benaglio (Bergamo, 1767 – Bergamo, 18 gennaio 1836) è stato un presbitero e educatore italiano, fondatore con Teresa Eustochio Verzeri dell'Istituto Figlie del Sacro Cuore di Gesù della Verzeri.

## Biografia
Giuseppe Benaglio nacque a Bergamo, figlio del conte Antonio Benaglio di Sanguineto e di Caterina Ginammi, esponenti di due famiglie antiche e nobili cittadine.

Giuseppe fu nominato sacerdote a ventidue anni, nel 1790, diventando canonico del capitolo della chiesa di Sant'Alessandro, periodo in cui facevano parte del capitolo prelati che si distinsero per qualità come don Luigi Mozzi, don Lorenzo Tomini e don Luca Passi, che furono importanti per la sua vita.
Assunse molti incarichi: fu rettore del seminario vescovile, incarico che dovette lasciare trovandosi in contrapposizione con il vescovo Carlo Gritti Morlacchi, fu nominato vicario capitolare e generale della cattedrale, giurista, confessore e direttore spirituale, direttore dei monasteri cittadini, diventando il direttore spirituale di Maria Antonia Grumelli badessa e riformatrice del monastero di Santa Grata in via Arena.
Nel 1814 aprì la prima scuola serale e domenicale per i giovani  della città orobica, che per motivi di povertà e di lavoro non potevano seguire i corsi regolari di studio nelle scuole pubbliche e private. Creò le ricreative domenicali e festive nei locali del seminario e in quelli del Gromo in via San Cassiano poi via Gaetano Donizetti.

Proprio nella scuola aperta in via San Cassiano, il Benaglio riuscì ad avviare all'insegnamento Teresa Eustochio Verzeri, che nel 1831 diventerà la fondatrice dell'Istituto Figlie del Sacro Cuore di Gesù, avente la finalità tanto voluta dal Benaglio.
Il sacerdote morì il 18 gennaio 1836, le sue spoglie sono conservate nella cappella dell'Istituto in via Donizetti al lato dell'altare maggiore.

## Opere
- Dell'attrizione quasi materia e parte del sacramento della penitenza secondo la dottrina del Concilio di Trento, opera postuma, Milano, dalla tipografia di Claudio Wilmant, 1846, SBN MIL0206597.
- Giuseppe Benaglio e Verzeri Teresa Eustochio (sant'), Parole che non passano: dalle lettere dei fondatori dell'Istituto delle figlie del Sacro Cuore di Gesù, Gorle, Velar, Cascine Vica, 2007, SBN BVE0460172.